# Дуйшеев, Арстанбек Дуйшеевич
Арстанбек Дуйшеевич Дуйшеев (кирг. Арстанбек Дүйшө уулу Дүйшеев; 16 сентября 1932, с. Кичи-Кемин, Киргизская АССР, РСФСР, СССР — 30 июня 2003, Бишкек, Кыргызстан) — советский киргизский партийный и государственный деятель. Председатель Президиума Верховного Совета Киргизской ССР, заместитель Председателя Президиума Верховного Совета СССР (1979—1981), Председатель Совета Министров Киргизской ССР (1981—1986).  Герой Кыргызской Республики (2022, посмертно). Герой Кеминского района.

## Биография
Арстанбек Дуйшеев родился 16 сентября 1932 года в селе Кечи-Кемин (ныне — в Кеминском районе Чуйской области Кыргызстана) .

### Образование
В 1954 окончил Киргизский сельскохозяйственный институт имени К. И. Скрябина.
В 1970 во Всесоюзом институте экспериментальной ветеринарии Всесоюзной академии сельскохозяйственных наук имени В. И. Ленина защитил диссертацию на соискание учёной степени кандидата ветеринарных наук. Тема диссертации: «Пироплазмидозы крупного рогатого скота в некоторых районах Ошской области и разработка мер борьбы с ними».

### Трудовая деятельность
С 1954 г. — главный ветеринарный врач совхоза «Тон» Тонского района Иссык-Кульской области.
С 1957 г. — директор совхоза «Джумгал» Киргизской ССР.
С 1960 г. на партийной работе — секретарь райкома партии; ответственный организатор отдела ЦК Компартии Киргизии.
С 1962 г. — первый секретарь Узгенского райкома Компартии Киргизии.
С 1968 г. — секретарь ЦК КП Киргизской ССР.
С 1971 г. — первый секретарь Иссык-Кульского обкома партии.
С 1979 г. — Председатель Президиума Верховного Совета Киргизской ССР, одновременно в апреле 1979 — июне 1981 гг. заместитель Председателя Президиума Верховного Совета СССР.
В 1981—1986 гг. — Председатель Совета Министров Киргизской ССР.
С 1986 г. — директор Киргизского НИИ ветеринарии.
Кандидат в члены ЦК КПСС в 1981—1986 гг. Член КПСС с 1957.
Депутат Совета Союза Верховного Совета СССР 9-11 созывов от Киргизской ССР.

## Награды и звания
- Герой Киргизской Республики (2022, посмертно)[5].
- Награждён орденом «Манас» III степени (2002)[6], орденом Октябрьской Революции, тремя орденами Трудового Красного Знамени.
- Памятная золотая медаль «Манас-1000» (1995)[7]
- Заслуженный работник сельского хозяйства Кыргызской Республики (1992)[6]
- Имя А. Дуйшеева носит айыльный (сельский) аймак на его родине в Кеминском районе Чуйской области[8].